# Birgitta Wängberg
Birgitta Margareta Wängberg, senare Axsäter, född 29 december 1939 i Stockholm, är en svensk simmare.
Wängberg representerade Stockholms KK. Vid OS 1956 i Melbourne tävlade hon 400 meter frisim och var med i lagkappslaget 4x100 meter fritt. På 400 meter kom Wängberg på 6:e plats i sitt försöksheat med tiden 5.27,0. I lagkappen slutade Sverige på 6:e plats i finalen, drygt fyra sekunder från bronset. I laget simmade Anita Hellström, Karin Larsson, Kate Jobson och Wängberg.